# When Your Good Love Was Mine
«When Your Good Love Was Mine» es una canción escrita por Jerry Foster y Bill Rice, e interpretada por el cantante estadounidense Narvel Felts. Fue publicado en diciembre de 1973 como el sencillo principal de su álbum de 1974, When Your Good Love Was Mine.

## Recepción de la crítica
Un escritor no especificado de la revista Cash Box describió el sencillo como “una balada rápida pero de fácil ritmo” con “una voz de fondo para equilibrar el excelente canto de Narvel”. Un escritor no especificado de Billboard declaró: “Felts no sólo canta mejor con cada lanzamiento, sino que su material mejora. Éste es tremendamente fuerte para empezar el año, con los viejos maestros, Foster y Rice, dándole todo lo que necesita en forma de éxito”.

## Lista de canciones
- 7-inch single – Cinnamon C 779[4]

1. «When Your Good Love Was Mine» – 2:59
2. «Fraulein» – 2:40

## Posicionamiento
| Gráfica (1974)                                      | Pico de posición |
| --------------------------------------------------- | ---------------- |
| Canadá (RPM Country Playlist)                       | 14               |
| Estados Unidos (Billboard Hot Country Singles)      | 14               |
| Estados Unidos (Cash Box Country Top 75)            | 10               |
| Estados Unidos (Record World Country Singles Chart) | 11               |